# 埃金斯冰原島峰
85°7′S 175°51′W / 85.117°S 175.850°W
埃金斯冰原島峰（英語：Eckins Nunatak），是南極洲的冰原島峰，位於杜費克海岸，處於馬塔多山東北面9公里的沙克爾頓冰川東部，以美國研究隊的氣象學家命名，現時由南極條約體系管理。